# Les Guerreaux
Les Guerreaux ist eine französische Gemeinde mit 227 Einwohnern (Stand: 1. Januar 2022) im Département Saône-et-Loire in der Region Bourgogne-Franche-Comté. Die Gemeinde gehört zum Arrondissement Charolles und zum Kanton Digoin.

## Geografie
Les Guerreaux liegt im Loiretal und wird vom Fluss Blandenan durchquert, der in der Nachbargemeinde Saint-Agnan in die Loire einmündet. Umgeben wird Les Guerreaux von den Nachbargemeinden Neuvy-Grandchamp im Norden, La Motte-Saint-Jean im Osten und Südosten, Saint-Agnan im Süden und Südwesten sowie Perrigny-sur-Loire im Westen.

## Bevölkerungsentwicklung
| Jahr                      | 1962 | 1968 | 1975 | 1982 | 1990 | 1999 | 2006 | 2013 |
| Einwohner                 | 446  | 352  | 311  | 278  | 275  | 244  | 257  | 246  |
| Quelle: Cassini und INSEE |      |      |      |      |      |      |      |      |

## Sehenswürdigkeiten

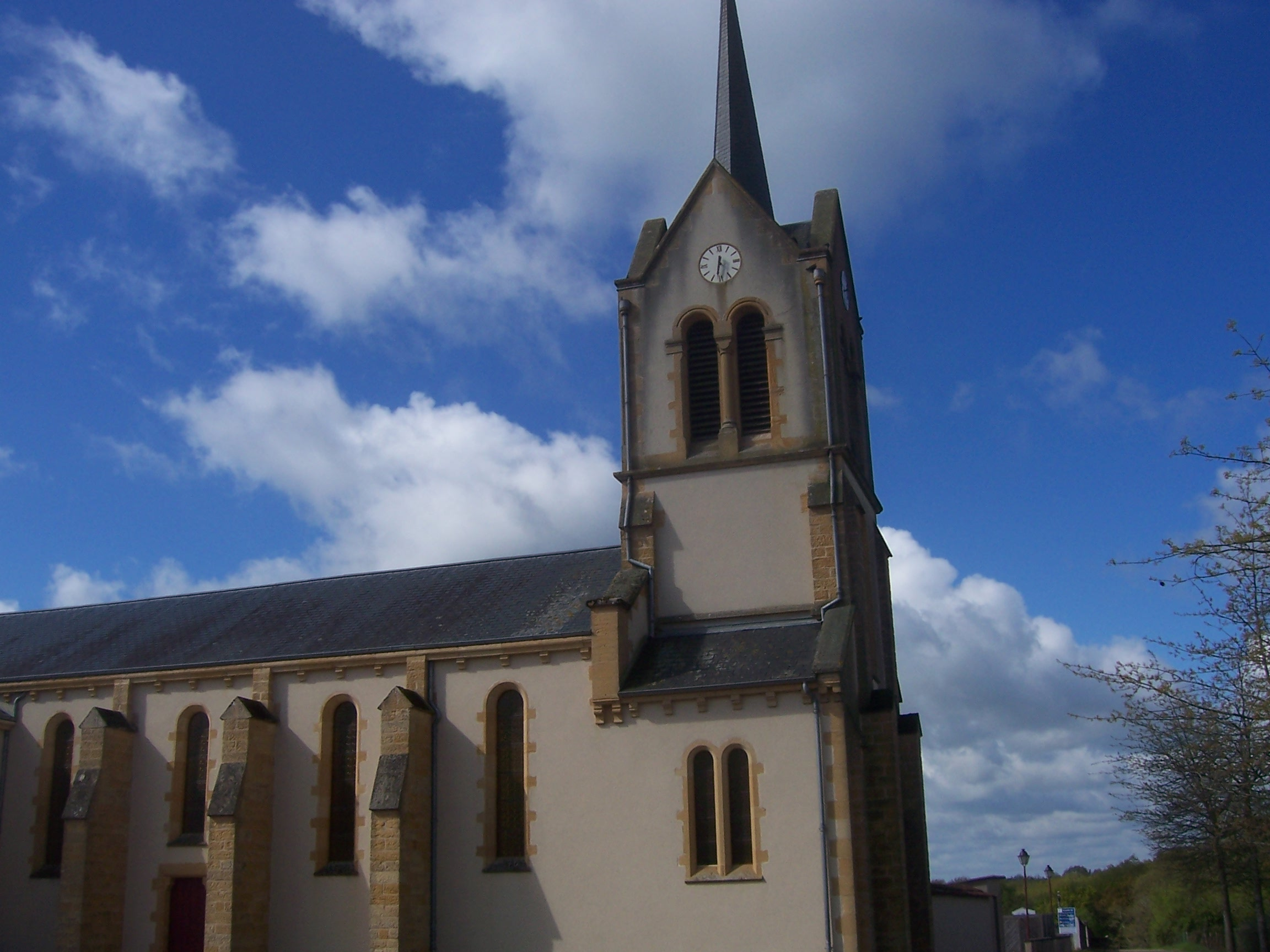
Kirche Saint-Pierre

- Kirche Saint-Pierre